# Jabłonowo-Zamek
Jabłonowo-Zamek (niem. Jablonowo) – wieś w Polsce położona w województwie kujawsko-pomorskim, w powiecie brodnickim, w gminie Jabłonowo Pomorskie.

## Podział administracyjny
W latach 1975–1998 miejscowość administracyjnie należała do województwa toruńskiego.

## Demografia
Według Narodowego Spisu Powszechnego (III 2011 r.) liczyło 388 mieszkańców. Jest piątą co do wielkości miejscowością gminy Jabłonowo Pomorskie.

## Zabytki
- Zespół pałacowo-parkowy; neogotycki pałac Narzymskich, od 1933 dom generalny Zgromadzenia Sióstr Pasterek od Opatrzności Bożej, zbudowany w latach 1854–1859 dla Stefana Narzymskiego prawdopodobnie wg projektu F. A. Stülera. W latach 30. XX w. pałac rozbudowano na potrzeby klasztoru (m.in. w 1934 dobudowano kaplicę); park krajobrazowy
- Neogotycki kościół św. Wojciecha z lat 1859–1866, projekt przypisywany F. A. Stülerowi